# Magnerius
Magnerius oder Meinhard (* vor 947; † nach 968) war von 947 bis 968 Bischof von Lausanne. 

## Leben
Magnerius wurde erstmals 947 bei seiner Ernennung zum Bischof von Lausanne erwähnt. Er erscheint zwischen 947 und 968 in einigen Tausch- und Schenkungsurkunden. Möglicherweise nahm er 862 an der Synode in Rom teil. Papst Johannes XIII. richtete 968 ein Empfehlungsschreiben für Maiolus, den Abt von Cluny an Magenerius.